# Сила любви (фильм, 1980)
«Сила любви» (англ. Act of Love) — фильм 1980 года, главные роли в котором исполнили Микки Рурк и Рон Ховард.

## Сюжет
Старший из двух братьев, катаясь на мотоцикле, упал, серьёзно повредил позвоночник и теперь, по заключению врачей, остаток жизни проведет в неподвижности. Отчаявшись, он просит своего младшего брата принести ему в клинику пистолет. Руководствуясь чувством братской любви, тот лишает его жизни...